# Gewöhnlicher Fransenenzian
Der Gewöhnliche Fransenenzian (Gentianella ciliata (L.) Borkh., Syn.: Gentianopsis ciliata (L.) Ma), auch kurz Fransenenzian und Gefranster Enzian  genannt, ist eine Pflanzenart aus der Gattung Kranzenziane (Gentianella) innerhalb der Familie der Enziangewächse (Gentianaceae).

## Beschreibung

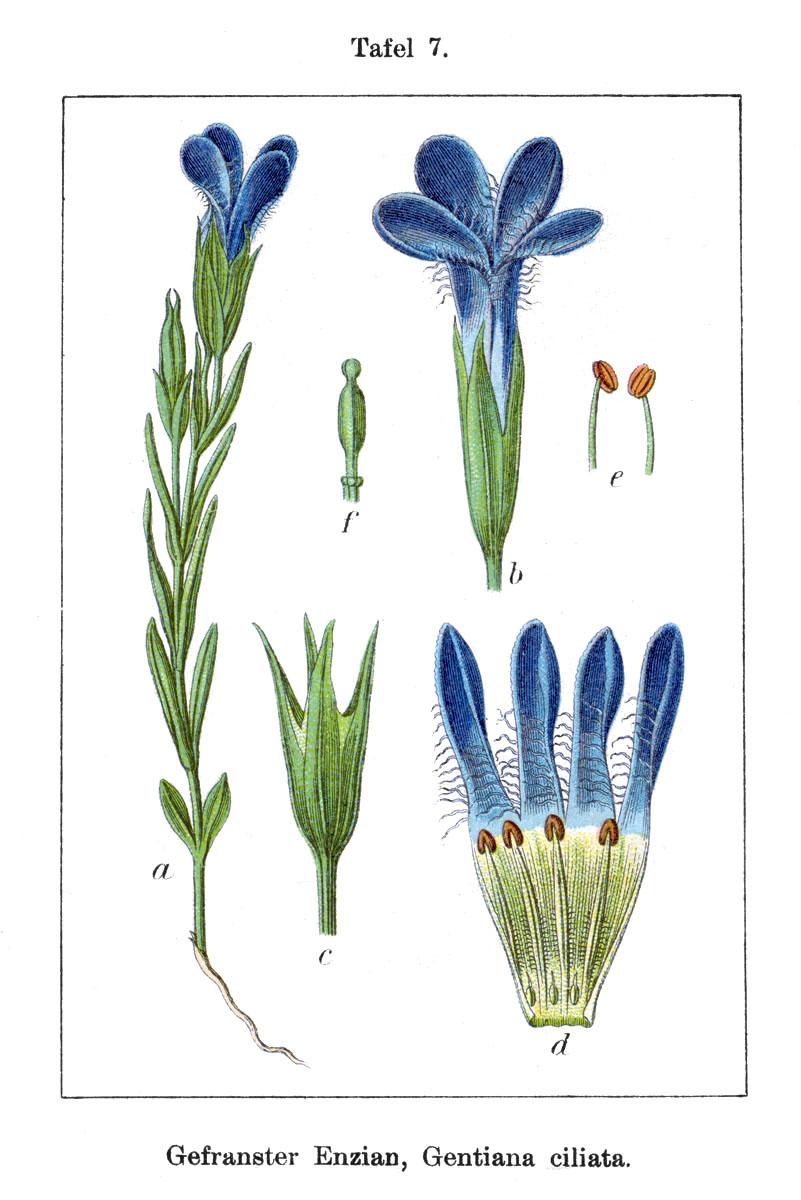
Illustration aus Sturm: Deutschlands Flora

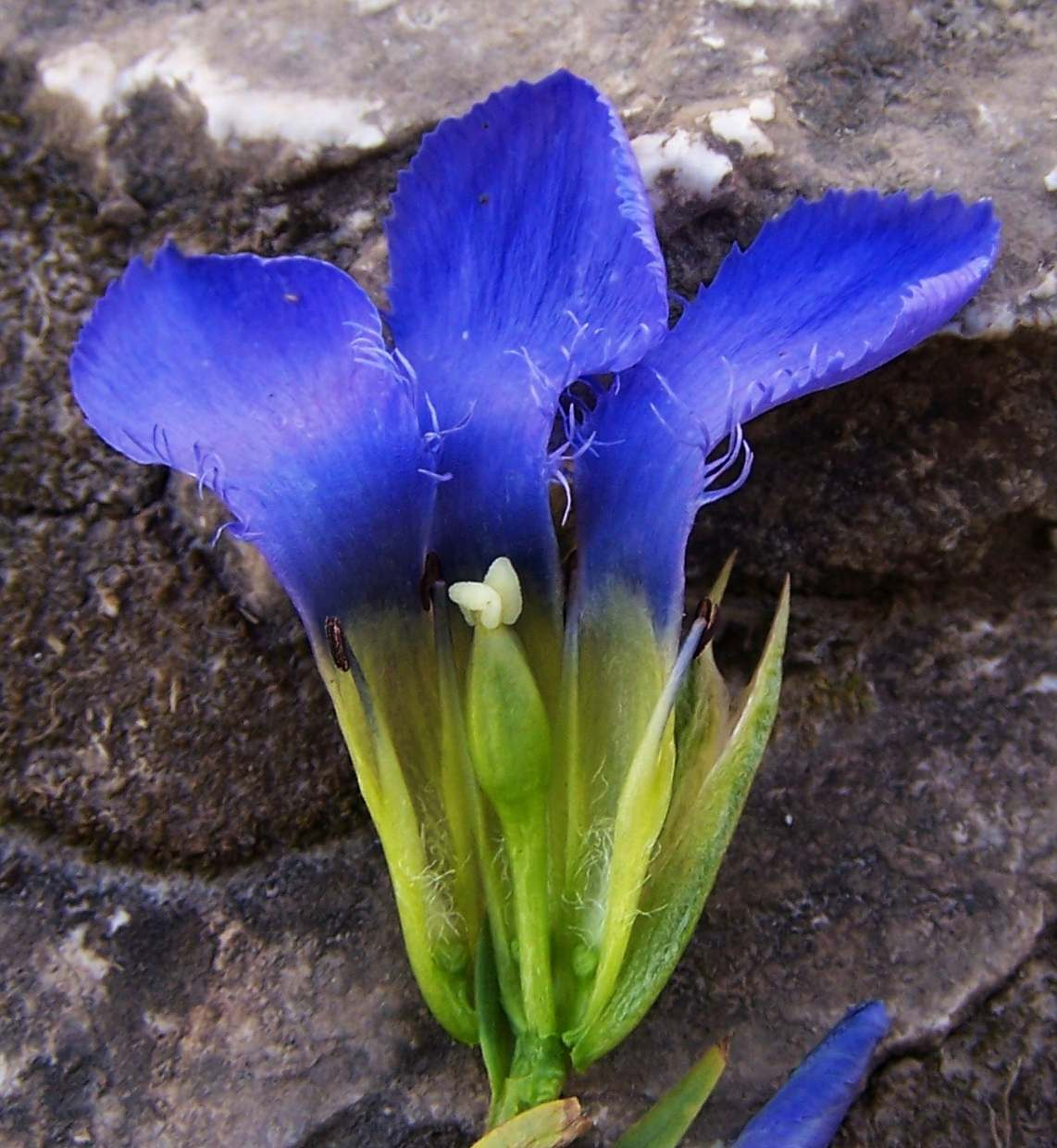
Blüte aufgeschnitten: die namensgebenden „Fransen“, der gestielte Fruchtknoten und die sitzende Narbe sind gut erkennbar

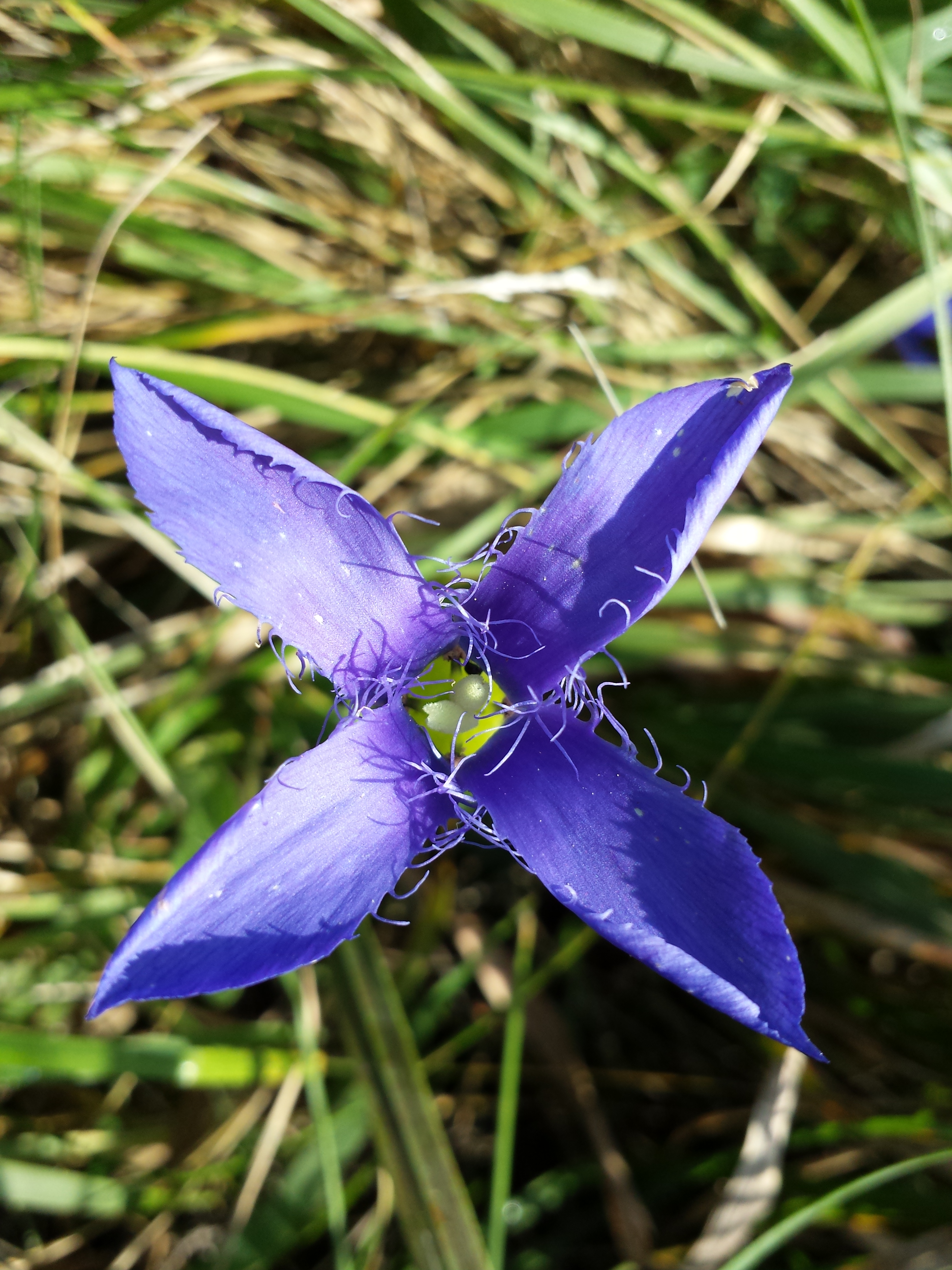
Blüten von oben im Detail

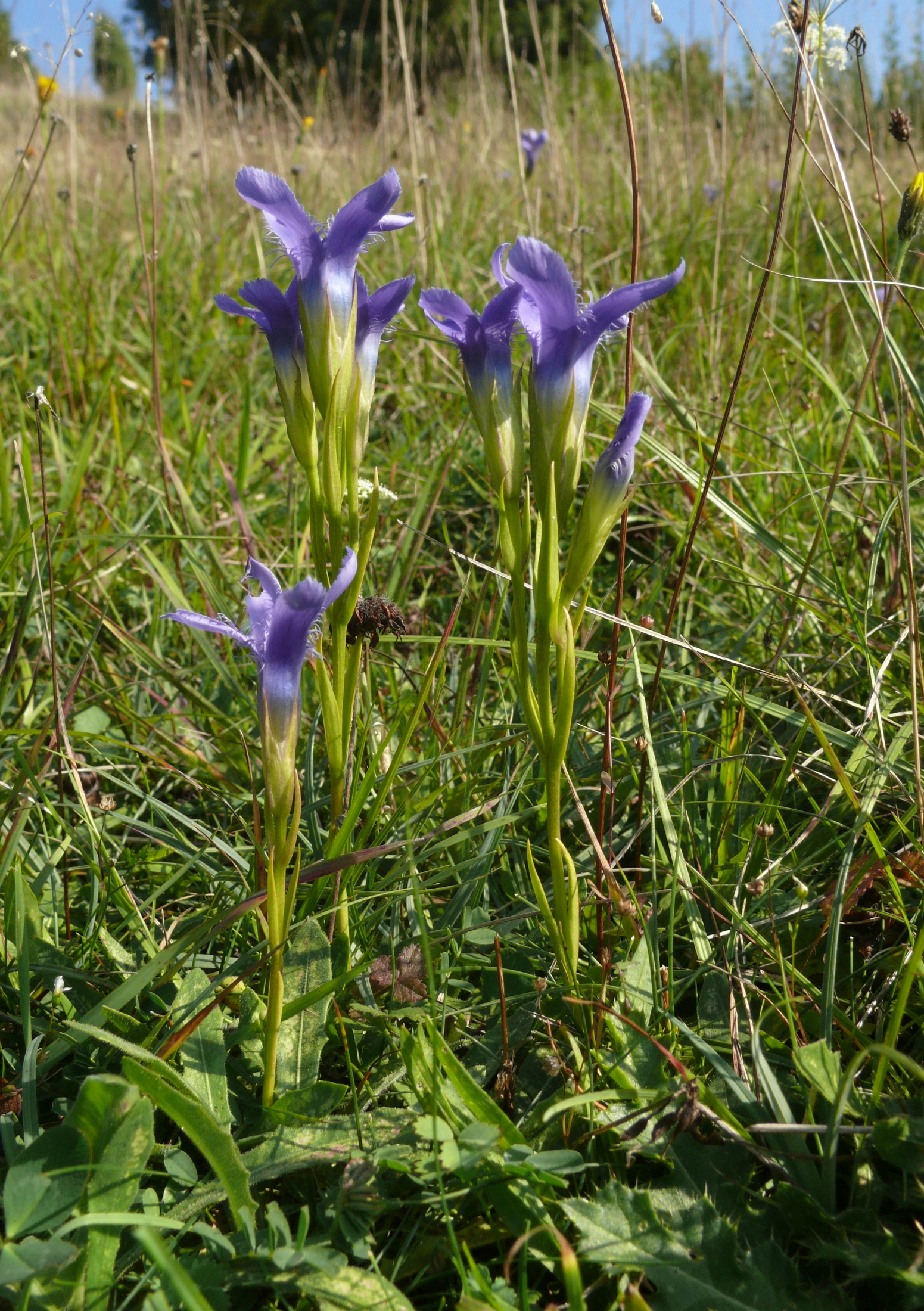
Habitus im Habitat

### Vegetative Merkmale
Der Gewöhnliche Fransenenzian ist eine sommergrüne, zweijährige bis ausdauernde krautige Pflanze und erreicht Wuchshöhen von 5 bis 30 Zentimetern. Der kahle, vierkantige Stängel ist aufrecht und gelegentlich spärlich verzweigt, aufsteigend und am Grund gebogen.
Es wird keine grundständige Blattrosette ausgebildet. Kreuzgegenständige Laubblätter werden nur wenige ausgebildet. Die Grundblätter sind spatelförmig und stumpf. Die Stängelblätter sind ein- bis dreinervig, spitz und linealisch-lanzettlich.

### Generative Merkmale
Die Blütezeit reicht von August bis November. Die Blüten sind endständig (selten zu zwei bis vier in den Achseln der obersten Blätter).
Die zwittrigen Blüten sind vierzählig mit doppelter Blütenhülle. Die vier Kelchzipfel sind linealisch-lanzettlich. Die Blütenkelche sind maximal halb so lang wie die Kronröhre. Zwischen den schmalen Kelchzipfeln befindet sich eine Verbindungshaut. Die leuchtend blauen, 3 bis 5 Zentimeter langen Kronblätter sind nur relativ kurz verwachsen und die vier Kronzipfel am Rand deutlich bewimpert. Der Kronschlund ist nicht bärtig behaart. Der gestielte Fruchtknoten ist keulenförmig. Die sitzende Narbe ist kreisförmig.
Die Chromosomenzahl beträgt 2n = 44.

## Ökologie
Der Gewöhnliche Fransenenzian ist ein mesomorpher Hemikryptophyt, eine Schaftpflanze mit kriechendem Rhizom und ein Flachwurzler. Die Vegetative Vermehrung erfolgt durch Verzweigung des Rhizoms. Bei ihm liegt Saisondimorphismus vor, das bedeutet, dass zu unterschiedlichen Jahreszeiten unterschiedlich gebaute Pflanzen heranwachsen.
Blütenökologisch handelt es sich um „Große Trichterblumen“, die die Blütenbesucher durch Veilchenduft stark anlocken sowie durch die UV-Reflexion der gefransten Kronblätter. Die Blüten sind vormännlich und verschiedengrifflig; es liegt also Heterostylie vor. Die Blüten werden nur bei ausreichendem Lichtangebot gebildet. Die Bestäubung erfolgt durch Hummeln und Tagfalter.
Bei den Kapselfrüchten dient der elastische Fruchtstiel, der sich nach der Reife stark verlängert, und der Blütenkelch als Windfang; deshalb erfolgt ihre Ausbreitung als Wind- und Tierstreuer. Fruchtreife erfolgt von September bis Oktober.

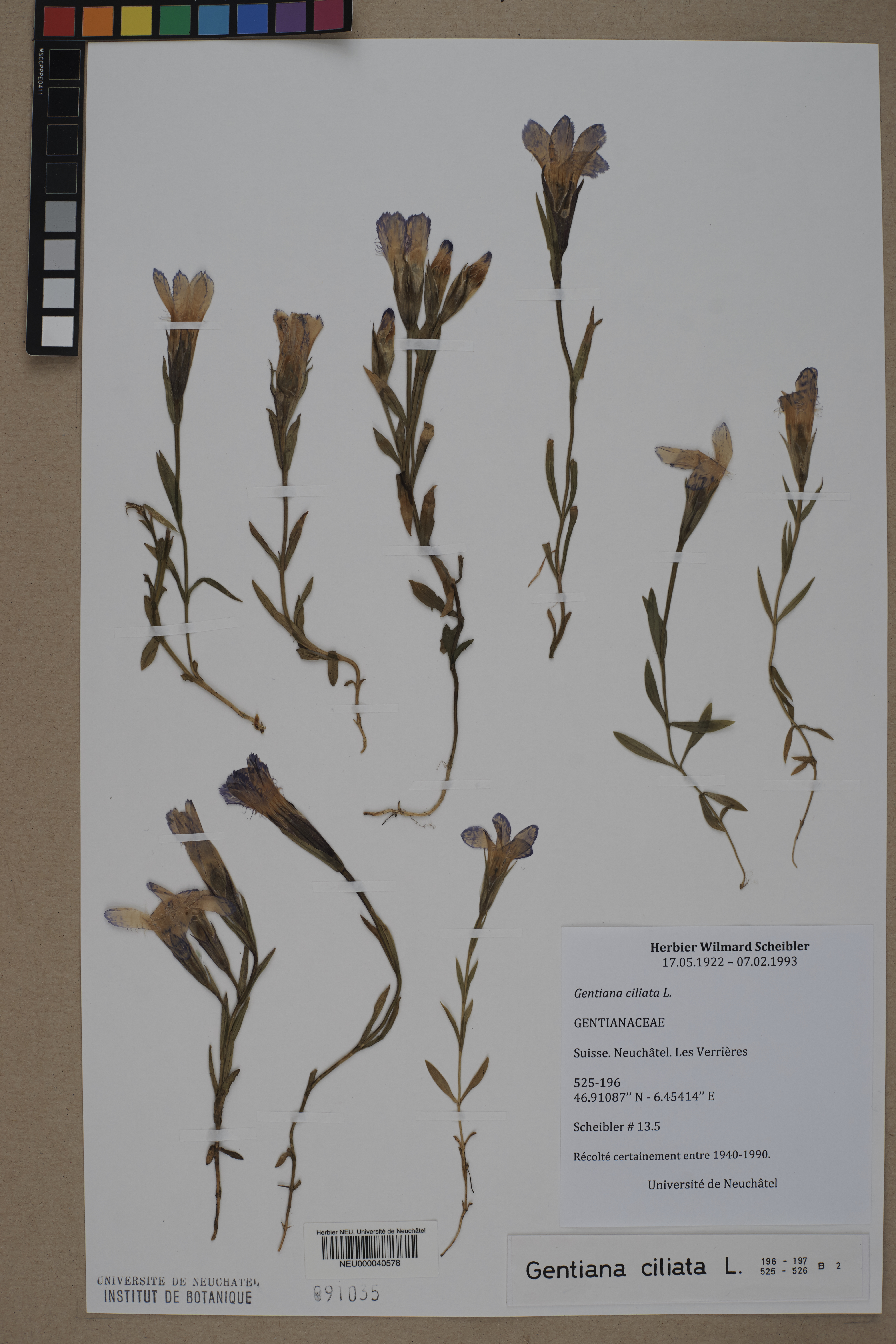
Herbarbeleg

## Vorkommen und Gefährdung
Der Gewöhnliche Fransenenzian ist in Mittel- und Südeuropa, Vorderasien bis zum Kaukasusraum verbreitet. In Österreich kommt er häufig bis zerstreut in allen Bundesländern von der submontanen bis zur subalpinen Höhenstufe vor.
Er gedeiht vor allem auf kalkreichen, steinigen Ton- und Lehmböden. Die Hauptverbreitung nach Oberdorfer ist präalpin (Arealtyp), genauer gesagt im montan-subalpinen Laub- und Nadelwaldgebiet der süd-, mittel- und osteuropäischen Hochgebirge. Er kommt in vielen Gebirgsregionen bis in Höhenlagen von 2250 Metern vor. In den Allgäuer Alpen steigt er in Bayern am Glasfelderkopf bis zu einer Höhenlage von 2200 Metern auf. In Graubünden steigt er in der Sesvennagruppe bis in Höhenlagen von 2500 Metern auf.
Standorte sind meist Halbtrockenrasen, Kalkmagerrasen, Schafweiden oder Weiden allgemein und Heiden. In tieferen Höhenlagen sind Standorte meist auf beweidete, mäßig trockenen Kalkmagerrasen des Gentiano-Koelerietum beschränkt. In höheren Lagen kommt der Gewöhnliche Fransenenzian in Pflanzengesellschaften der Ordnung Seslerietalia albicantis vor.
Die ökologischen Zeigerwerte nach Landolt et al. 2010 sind in der Schweiz: Feuchtezahl F = 3w+ (mäßig feucht aber stark wechselnd), Lichtzahl L = 3 (halbschattig), Reaktionszahl R = 4 (neutral bis basisch), Temperaturzahl T = 4 (montan), Nährstoffzahl N = 2 (nährstoffarm), Kontinentalitätszahl K = 3 (subozeanisch bis subkontinental).
In Deutschland ist der Gewöhnliche Fransenenzian nach der Bundesartenschutzverordnung geschützt und wurde 1996 in der Roten Liste der gefährdeten Pflanzenarten Deutschlands in die Kategorie 3 = „gefährdet“ eingeordnet.

## Systematik
Die Erstveröffentlichung dieser Art erfolgte 1753 unter dem Namen (Basionym) Gentiana ciliata durch Carl von Linné in Species Plantarum, Tomus I, S. 231. Die Neukombination zu Gentianopsis ciliata (L.) Ma erfolgte 1951 durch Ma Yuquan in Gentianopsis — A New Genus of Chinese Gentianaceae. in Acta Phytotaxonomica Sinica, Volume 1, Issue 1, S. 15.
Nach Euro+Med 2011 ist der akzeptierte Name Gentianella ciliata (L.) Borkh. veröffentlicht in Moritz Balthasar Borkhausen: Archiv für die Botanik (Leipzig), Band 1 (1), 1796, S. 29, gehört dort also zu Gentianella.
Es gibt einige Unterarten von Gentianopsis ciliata (Auswahl):
- Gentianopsis ciliata subsp. blepharophora (E.Bordzil.) Holub (Syn.: Gentianella ciliata subsp. blepharophora (E.Bordzil.) N.M.Pritch., Gentiana ciliata subsp. blepharophora (E.Bordzil.) Greuter, Gentiana blepharophora E.Bordzil.): Sie kommt in der Türkei vor.[1]
- Gentianopsis ciliata (L.) Ma subsp. ciliata
- Gentianopsis ciliata subsp. doluchanovii (Grossh.) N.M.Pritch. (Syn.: Gentianopsis doluchanovii (Grossh.) Tzvelev): Sie kommt im nördlichen und östlichen Russland vor.[1]

## Trivialnamen
Andere deutschsprachige Trivialnamen sind oder waren Wilder Bittersüss (Tirol bei Fusch), Bläueli (Berner Oberland), Gülden Aurin (Mark Brandenburg) und Himmelsstengel (Schweiz, Schwaben).